# Moses Otolorin
Moses Otolorin (Ilorin, 1947 - ibídem, 22 de diciembre de 2014) fue un futbolista nigeriano que jugaba en la demarcación de centrocampista.

## Biografía
En la temporada 1975/1976, debutó como futbolista con el Shooting Stars FC. En su primera temporada con el club, formó parte del equipo que ganó la Liga Premier de Nigeria. Además participó a nivel continental en la Recopa Africana 1976, ganándola contra el Tonnerre Yaoundé por 4-2. En 1977, ganó la Copa de Nigeria, mismo título que en 1979. Además, ganó la Liga Premier de Nigeria en dos ocasiones más. Finalmente, en 1986, se retiró.
Falleció el 22 de diciembre de 2014 a los 67 años de edad, a causa de un cáncer.

## Clubes
| Club              | País    | Año         |
| ----------------- | ------- | ----------- |
| Shooting Stars FC | Nigeria | 1975 - 1986 |

## Palmarés

### Campeonatos nacionales
| Título                  | Club              | País    | Año  |
| ----------------------- | ----------------- | ------- | ---- |
| Liga Premier de Nigeria | Shooting Stars FC | Nigeria | 1976 |
| Liga Premier de Nigeria | Shooting Stars FC | Nigeria | 1980 |
| Liga Premier de Nigeria | Shooting Stars FC | Nigeria | 1983 |
| Copa de Nigeria         | Shooting Stars FC | Nigeria | 1977 |
| Copa de Nigeria         | Shooting Stars FC | Nigeria | 1979 |

### Campeonatos internacionales
| Título          | Club              | País    | Año  |
| --------------- | ----------------- | ------- | ---- |
| Recopa Africana | Shooting Stars FC | Nigeria | 1976 |